# فال (لاعب كرة قدم)
فال (بالبرتغالية: Valdemir de Oliveira Soares‏) هو لاعب كرة قدم برازيلي في مركز الوسط، ولد في 12 مارس 1997 في تايلانديا في البرازيل. لعب مع نادي كوريتيبا.

## وصلات خارجية
- فال على موقع قاعدة بيانات كرة القدم.إي يو (الإنجليزية)
- فال على موقع Soccerway.com (الإنجليزية)